# Kızım Nerede?
Kızım Nerede? (en español: ¿Dónde está mi hija?) es una serie de televisión turca de 2010, producida por Medyavizyon y emitida por ATV. Es una adaptación de la telenovela chilena ¿Dónde está Elisa?.

## Trama
Zafer Demiray, es uno de los hombres de negocios más importantes de Turquía, incluso ha logrado ser elegido el empresario del año. La familia decide reunirse para celebrar el nombramiento. Zeynep, hija de Zafer y Suna, y sus primos piden permiso para seguir la fiesta en una discoteca. Ya de  madrugada, la fiesta en la discoteca casi ha terminado y Suna e Ipek, una tía, van a buscar a sus hijos, pero no hay rastros de Zeynep. Desde ese momento Zeynep se encontrará desaparecida, acabando con la tranquilidad y felicidad de los Demiray.

## Reparto
- Ece Uslu como Suna Demiray.
- Hüseyin Avni Danyal como Zafer Demiray.
- Burak Hakkı como Kaan Güler.
- Özge Gürel como Zeynep Demiray.
- Yonca Cevher como İpek Demiray Arslan.
- Yağmur Kaşifoğlu como Mine Demiray Orhun.
- Tolga Savacı como Bahadır Arslan.
- Soydan Soydaş como Kemal Orhun.
- Kamil Güler como Nihat Yaman.
- Remzi Evren como Ziya Fehmi Batum.
- Gamze Karaman como Ebru Temer.
- Duygu Şen como Neslihan Pasin.
- Pelin Yoru como Jülide German.
- Serkan Şenalp como Emre Arslan.
- Erdi Bolat como Rüzgar Orhun.
- Elçin Aktaş como Melisa.
- Nihan Balyalı como Hazal Arslan.
- Özgür Özgencer como Metin.
- İnci Ültay como Hatice.
- Zeynep Kadıoğlu como Eylül Demiray.
- Bengü Tezcan como Cansu Demiray.
- Erman Burmalı como Cem.
- Özgül Kavruk como Sedef Demiray.
- Devrim Saltoğlu como Ozan.
- Ece Sükan como Agente Ebru Yilmaz.